# Конрад фон Урах
Конрад фон Урах (на немски: Konrad von Urach, Kuno; * ок. 1180; † 30 септември 1227, Бари) от Дом Урах, е кардинал-епископ на Порто (1219 – 1227) и папски легат в Италия и Франция.

## Биография
Той е син на граф Егино IV фон Урах (~1160 – 1230) и на Агнес фон Церинген († 1239) от род Церинги, дъщеря наследничка на херцог Бертхолд IV фон Церинген. Най-големият му брат Егино V е първият граф на Фрайбург.
През 1189 г. той е катедрален каноник в Лиеж, където роднината му Рудолф, братът на херцог Бертхолд IV фон Церинген († 1186), е епископ (1167 – 1191). Става абат на Цистерциански манастир.
През началото на 1219 г. е избран за кардиналепископ на Порто и Санта Руфина. През 1219, 1223/1224 и 1226/1227 г. Конрад е в Курията и е легат във Франция (1220 – 1223), Испания и Германия (1224 – 1226). През пролетта 1226 г. той се връща в Италия и участва в преговорите с Ломбардския градски съюз (1226/1227) и подкрепя подготовката за кръстоносния поход на императора. Участва в избора на папа през 1227 г. на Григорий IX.
Конрад фон Урах трябва да придружи като папски легат император Фридрих II в запланувания кръстоносен поход, но умира по време на пътуването на 30 септември 1227 г. в Бари. Той е погребан в Клерво. Той е смятан от Цистерцианския орден за чудотворец и се чества на 30 септември.